# Bogojci
Bogojci (macedónul: Богојци, albánul Bogovica) település Észak-Macedóniában, a Délnyugati körzetben, Sztruga községben.

## Népesség
| Lakosok száma | 185  | 208  | 202  | 228  | 189  |      | 156  | 170  | 74   |
|               | 1948 | 1953 | 1961 | 1971 | 1981 | 1991 | 1994 | 2002 | 2021 |

2002-ben 170 lakosa volt, akik közül 167 albán és 3 más nemzetiségű.